# Miory (stacja kolejowa)
Miory (biał. Мёры, ros. Миоры, ros. nazwa normatywna Мёры) – stacja kolejowa w miejscowości Miory, w rejonie miorskim, w obwodzie witebskim, na Białorusi. Położona jest na linii Woropajewo – Druja.
Stacja powstała w okresie II Rzeczypospolitej.